# Fríz (tyúk)
A fríz vagy fríz tyúk igen régi hollandiai házi tyúkfajta. 

## Fajtatörténet
Időszámításunk előtti tyúkcsont leletek elemzése azt mutatja, hogy nagyon közel álltak a 19. század óta ismert, itt, Frízföldön tenyésztett fajtákhoz. 1565-ből marad fenn olyan írásos adat, mely szerint a „pettyezett tyúkokat” nem szabad kiszállítani Frízföldről. Konkrétabb írásos adatok a 19. század végéről maradtak fenn. 
A 20. században a fríz tyúkok száma rohamosan csökkent, melynek oka az új, gazdaságilag több hasznot hozó hibridek megjelenése, mint pl. a leghorn, minorka és wyandotten. Utóbbi fajták terjesztését elősegítette, hogy a holland állam  takarmánnyal is támogatta azon tyúktelepeket, tyúktartókat, amelyek ezeket a fajtákat tartották. Ez majdnem a fríz tyúkok kihalásához vezetett. 
1922 januárjában sikerült néhány tenyésztőnek megalapítania a „Fryske Hinne Klub” egyesületet. A második világháborúban azonban ismét nehéz idők jöttek a fríz tyúkokra. Az egyesületben csak hét tenyésztő maradt. 
Az 1990-es években újjászületett az egyesület. Miután kiadtak egy könyvet a fríz tyúkról, az érdeklődést felkeltették, és a tagok száma 330 körülire emelkedett, amiből 70% holland tenyésztő. A Der Friesenhühner nevű németországi testvéregyesület 1998 óta létezik és kb. 50 tagot számlál.

## Fajtabélyegek, színváltozatok
Finom csontozatú, enyhén kerekded megjelenésű tyúkfajta. Háta széles. Farktolla gazdagon tollazott, hosszú, széles, erősen görbült tollakkal. A melltájék magas és előrenyomott, kerek. Szárnyai hosszúak, erősek, csak enyhén simulnak a testhez. Feje közepes méretű, hosszúkás, nem széles. Arca enyhén tollazott, piros. Szemei nagyok, sötétvörösek. Csőre közepes méretű, kissé görbült, a világos szarvszínűtől a kékig. Taraja egyszerű típusú, nem túl nagy, 5-6 fogazattal. Füllebenye rövid, lapos, fehér. Nyaka meglehetősen hosszú. Csüdje kékesszürke. 
Színváltozatok: Sárga-fehér pettyezett, citrom-fekete pettyezett, arany-fekete pettyezett, vörös-fekete pettyezett, ezüst-fekete pettyezett. 

## Tulajdonságok
Könnyű, mozgékony tanyasi fajta. Szeret repülni.
Tipikus tanyasi felépítésű és megjelenésű, vagyis igen ellenálló, önálló táplálékkereső. 
| Általános tulajdonságok: | Általános tulajdonságok:              |
| ------------------------ | ------------------------------------- |
| Súlya                    | kakas 1,5 – 1,6 kg, tojó 1,2 – 1,3 kg |
| Gyűrűmérete              | kakas 15, tojó 14                     |
| Tenyésztojás tömege      | 52 g                                  |
| Tojáshéj színe           | fehér                                 |
| Éves tojáshozama         | 160 db                                |